# Anthonij
Anthonij est un prénom pouvant désigner:

## Prénom
- Anthonij Ewoud Jan Bertling (en) (1860-1945), homme politique néerlandais
- Anthonij Guépin (1897-1964), skipper néerlandais
- Anthonij Mauve (1838-1888), peintre néerlandais